# 哈内克·雅赫尔斯玛
哈内克·雅赫尔斯玛（荷兰语：Hanneke Jagersma），荷兰前政客，荷兰共产党前成员，Beerta前市长。

## 生平
哈内克·雅赫尔斯玛，1951年出生于荷兰弗里斯兰省，1974年加入荷兰共产党，1975年开始，在格罗宁根省的多座城市从事关爱老年人服务。1978年成为格罗宁根省议会成员，逐渐成为荷兰共产党的领导人。1982年4月1日，正式当选为Beerta市市长，成为荷兰第一位共产党市长，也是第一位在位期间得到产假与育婴假的市长。在1989年荷兰共产党并入绿色左翼之后，她并没有随之加入。1990年因城市调整，该市撤销并入Reiderland，也不再担任市长一职。

## 卸任
卸任之后，她在一家人道主义关爱组织担任负责人，有报道称她在2013年加入社会党。